# Spider-Man: Brand New Day
A Spider-Man: Brand New Day 2026-ban bemutatásra kerülő amerikai szuperhősfilm Destin Daniel Cretton rendezésében. Gyártója a Columbia Pictures és a Marvel Studios, forgalmazója a Sony Pictures Releasing. A film a Pókember: Hazatérés (2017), a Pókember: Idegenben (2019) és a Pókember: Nincs hazaút (2021) folytatása. Marvel-moziuniverzum (MCU) harmincnyolcadik filmje. A forgatókönyvet Chris McKenna és Erik Sommers írja.
A film várhatóan 2026. július 31-én fog megjelenni az Amerikai Egyesült Államokban.

## Szereplők
| Szerep                  | Színész          | Magyar hang     | Leírás |
| ----------------------- | ---------------- | --------------- | --- |
| Peter Parker / Pókember | Tom Holland      | Baráth István   | Egy tinédzser, aki pókszerű képességeket kapott, miután megcsípte egy radioaktív pók. |
| Michelle „MJ” Jones     | Zendaya          | Csuha Borbála   | Peter volt barátnője, aki Doctor Strange varázslata miatt elfelejtette annak létezését. |
| Ned Leeds               | Jacob Batalon    | Szvetlov Balázs | Peter volt legjobb barátja, aki Doctor Strange varázslata miatt elfelejtette annak létezését. |
| Frank Castle / Megtorló | Jon Bernthal     | Pál András      | Önbíráskodó, aki a bűnözői alvilággal szemben minden szükséges eszközzel felveszi a harcot, függetlenül attól, hogy az milyen halálos következményekkel jár. |
| Bruce Benner / Hulk     | Mark Ruffalo     | Rajkai Zoltán   | Bosszúálló, zseniális tudós, aki a gamma-sugárzásnak való kitettség miatt általában szörnyeteggé változik, ha dühös vagy izgatott, de azóta sikerült egyensúlyt teremtenie két oldala között a gamma-kísérletekkel, így képes kombinálni intelligenciáját Hulk erejével és fizikai termetével. |
| Mac Gargan / Skorpió    | Michael Mando    | Horváth Illés   | Bűnöző, Pókember ellensége, aki a Skorpió nevet használja. |
| ?                       | Sadie Sink       | ?               | |
| ?                       | Liza Colón-Zayas | ?               | |